# Francisco Guterres
Francisco „Lu-Olo” Guterres (ur. 7 sierpnia 1954 w Ossú, dystrykt Viqueque) – wschodniotimorski polityk i działacz niepodległościowy, przewodniczący Parlamentu Narodowego od 20 maja 2002 do 8 sierpnia 2007. Przewodniczący partii FRETILIN od 2001. Kandydat w wyborach prezydenckich w latach 2007, 2012, 2017 oraz 2022. Prezydent Timoru Wschodniego od 20 maja 2017 do 20 maja 2022.

## Życiorys
Francisco Guterres urodził się jako szóste z ośmiorga dzieci Felixa Guterresa oraz Eldy da Costa Guterres. W 1969 ukończył szkołę podstawową Colégio de Santa Teresinha w Ossú, po czym uczył się w szkole średniej w Dili do 1973. Następnie powrócił do Ossú, gdzie przez rok pracował jako nauczyciel w Colégio de Santa Teresinha. W 2005 rozpoczął studia prawnicze na Narodowym Uniwersytecie Timoru Wschodniego w Dili.
Działalność polityczną rozpoczął w 1974, kiedy wstąpił do utworzonej organizacji Rewolucyjny Front na rzecz Niepodległości Timoru Wschodniego (FRETILIN). Po indonezyjskiej inwazji na wyspę w 1975, razem z innymi dysydentami, uciekł w góry, gdzie prowadził działalność partyzancką. W tym czasie nosił pseudonim „Lu-Olo”.
W 1976 został sekretarzem FRETILIN na wschodnim wybrzeżu w regionie Matebian. Od 1975 do 1999 działał w ruchu oporu, zajmując różne kierownicze stanowiska w strukturach FRETILIN. W lipcu 2001 mianowany przewodniczącym FRETILIN podczas I Kongresu Narodowego partii. W wyniku wyborów z 30 sierpnia 2001, wygranych przez FRETILIN, dostał się do Zgromadzenia Konstytucyjnego. 15 września 2001 został wybrany przewodniczącym Zgromadzenia Konstytucyjnego. 20 maja 2002, w dniu uzyskania przez Timor Wschodni niepodległości, Zgromadzenie Konstytucyjne zostało przekształcone w Parlament Narodowy, którego przewodniczącym pozostał Guterres. W maju 2006 został ponownie wybrany na przewodniczącego partii FRETILIN.
Guterres wziął udział w pierwszych wyborach prezydenckich w niepodległym Timorze Wschodnim. W pierwszej turze wyborów 9 kwietnia 2007 zajął pierwsze miejsce z wynikiem 29% głosów poparcia, wyprzedzając m.in. premiera José Ramosa-Hortę (23% głosów). W drugiej turze przegrał jednakże z Ramosem-Hortą, uzyskując niecałe 31% głosów poparcia. 8 sierpnia 2007, po wyborach parlamentarnych, utracił stanowisko przewodniczącego Parlamentu Narodowego. W sierpniu 2011 po raz kolejny został wybrany przewodniczącym partii w głosowaniu powszechnym.
W 2012 ponownie wziął udział w wyborach prezydenckich. W pierwszej turze wyborów prezydenckich 17 marca 2012 zajął pierwsze miejsce, uzyskując 28,8% i pokonując tym razem urzędującego prezydenta José Ramosa-Hortę (17,5%), a także Taura Matana Ruaka (25,7%). W drugiej turze wyborów 16 kwietnia 2012 przegrał jednakże z Ruakiem, zdobywając 38,8% głosów poparcia.
Po raz trzeci został kandydatem FRETILIN w wyborach prezydenckich z 20 marca 2017. Uzyskał wówczas również poparcie współrządzącego Narodowego Kongresu na rzecz Odbudowy Timoru (NRT). Zwyciężył już w pierwszej turze głosowania, zdobywając lekko ponad 57% głosów poparcia i pokonując drugiego, António da Conceição (ponad 32% głosów). Urząd prezydenta objął 20 maja 2017.
W wyborach w 2022 roku przegrał w drugiej turze walkę o reelekcję z José Ramosem-Hortą. Sprawowanie urzędu prezydenta Timoru Wschodniego zakończył 20 maja 2022.
Francisco Gutteres jest żonaty z Cidálią Lopes Nobre Mouzinho Guterres, z którą ma troje dzieci.